# Steneg
Steneg (Quercus ilex), også skrevet Sten-Eg, er et mellemstort, stedsegrønt træ med en tæt og kuplet vækstform. Kronen er uregelmæssigt hvælvet og ofte flerstammet. De øverste grene er næsten lodret opstigende. Veddet er hårdt og sejt. Træerne kan blive 200-500 år gamle.

## Beskrivelse
Barken er først mat og gråbrun med et lysebrun hårlag. Senere bliver den mørkebrun og glat, og på gamle grene og stammer er den næsten sort og opsprækkende i små firkanter. Knopperne er spredtstillede, usædvanligt små og lysebrune.
Bladene er hele, men meget forskellige i formen, lige fra lancetformede og helrandet, bølget rand til ovale med tornet kant. Bladene er gullige eller sølvhvide i løvspringet, men snart bliver oversiden blank og dybt mørkegrøn, mens undersiden bliver ved med at være beigefarvet og tæt behåret. Blomstringen sker i april-maj, hvor man finder rent hunlige og rent hanlige rakler med reducerede blomster. Frugterne er nødder (agern), der er halvvejs dækket af skålen, som er besat med fint hårede, lysebrune skæl.
Rodnettet er kraftigt med en dybtgående pælerod og svære siderødder, der når vidt omkring. Træet danner mykorrhiza med flere arter af trøffelsvampe.
Højde x bredde og årlig tilvækst: 10 x 8 m (25 x 20 cm/år). Gamle træer kan dog nå højder på 28 m og en stammeomkreds i brysthøjde på 1,4 m.

## Hjemsted
Steneg er udbredt på Balearerne, Korsika, Sardinien, Sicilien og Malta, i Libyen, Tunesien, Algeriet, Marokko, Portugal, Spanien, Frankrig, Italien, Slovenien, Kroatien, Bosnien, Montenegro, Albanien, Grækenland og i Tyrkiet. Desuden er arten naturaliseret i andre egne af verden, hvor der er middelhavsklima. Med den globale opvarmning er steneg i færd med at trænge frem i England.
Overalt foretrækker arten en varm, vintermild placering på tør, kalkrig og veldrænet bund, hvor den danner plantesamfund med bl.a. Pinje, Strand-Fyr og Atlas-Ceder.
I klitterne langs regionen Poitou-Charentes' atlanterhavskyst findes arten sammen med bl.a. liguster, tornblad, Centaurea aspera (en art af knopurt), Daphne gnidium (en art af dafne), laurbærbladet soløjetræ, rød skovlilje, smalbladet stenved, stinkende evighedsblomst, strandfyr, sværdskovlilje, vellugtende skovranke og vild krap

## Anvendelse
De modne agern er et godt foder for løsgående svin, der senere danner grundlag for produktionen af ”serrano”-skinker. Desuden kan de spises ristede eller formalet til mel. Veddet kan bruges som tømmer, til vognbygning, redskaber og vintønder. De levende planter kan klippes og danne en tæt hæk i de mest vintermilde, kystnære egne.
| Portal | Portal:Botanik |

## Note
1. ↑  Réseau Partenarial des Acteurs du Patrimoine Naturel: Biodiversité en Poitou-Charentes (fransk)